# Devena atomifera
Devena atomifera là một loài bướm đêm trong họ Noctuidae.